# 以色列—波蘭關係
以色列-波兰关系是以色列和波兰之间的外交关系。至少有22万以色列公民具有波兰-犹太血统。这两个国家都是经济合作与发展组织、地中海联盟和联合国的成员。

## 历史

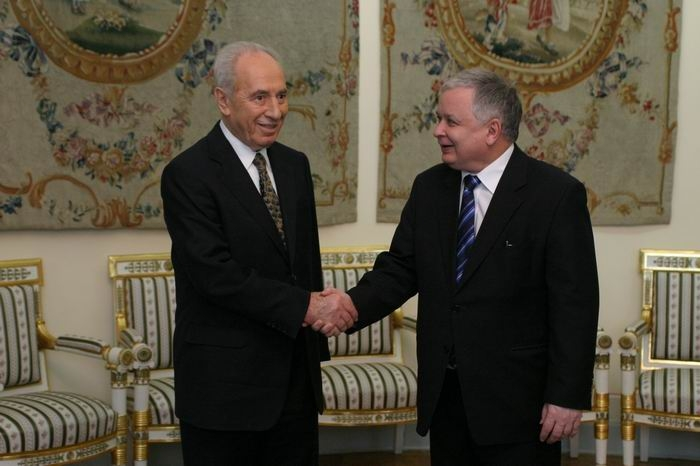
西蒙·佩雷斯访问波兰

从公元10世纪后期开始，波兰有欧洲最大的犹太社群之一。在第二次世界大战和德国犯下的犹太人种族灭绝罪行中，波兰的犹太人社区大部分都被消灭了，幸存下来的少数人移民到了其他国家。大约7万人移民到了以色列。
1947年11月29日，波兰投票支持联合国对巴勒斯坦的分治计划，这导致了以色列国的建立。1948年5月19日，波兰承认以色列，并与以色列建立外交关系。1948年5月，波兰出生的大卫·本·古里安成为这个新国家的首任总理。1948年9月，以色列在华沙设立了第一个外交代表機構。 1967年6月，在六日战争之后，波兰加入了苏联控制的东方集团，与以色列断绝了外交关系。1986年，波兰开始同以色列接触。两国很快在对方首都设立了办事处，并于1988年成立了以色列-波兰商会。

### 东欧剧变后
1989年，波兰的共产主义政府倒台。1989年11月，出生于波兰的以色列副总理西蒙·佩雷斯访问波兰，为恢复外交关系铺平了道路。访问期间，佩雷斯会见了波兰总统雅鲁泽尔斯基和总理马佐维耶茨基。1990年2月27日恢复了全面外交关系，导致扩大两国之间的政治、军事、经济和文化合作。1991年5月，波兰总统莱赫·瓦文萨访问以色列。

### 21世纪

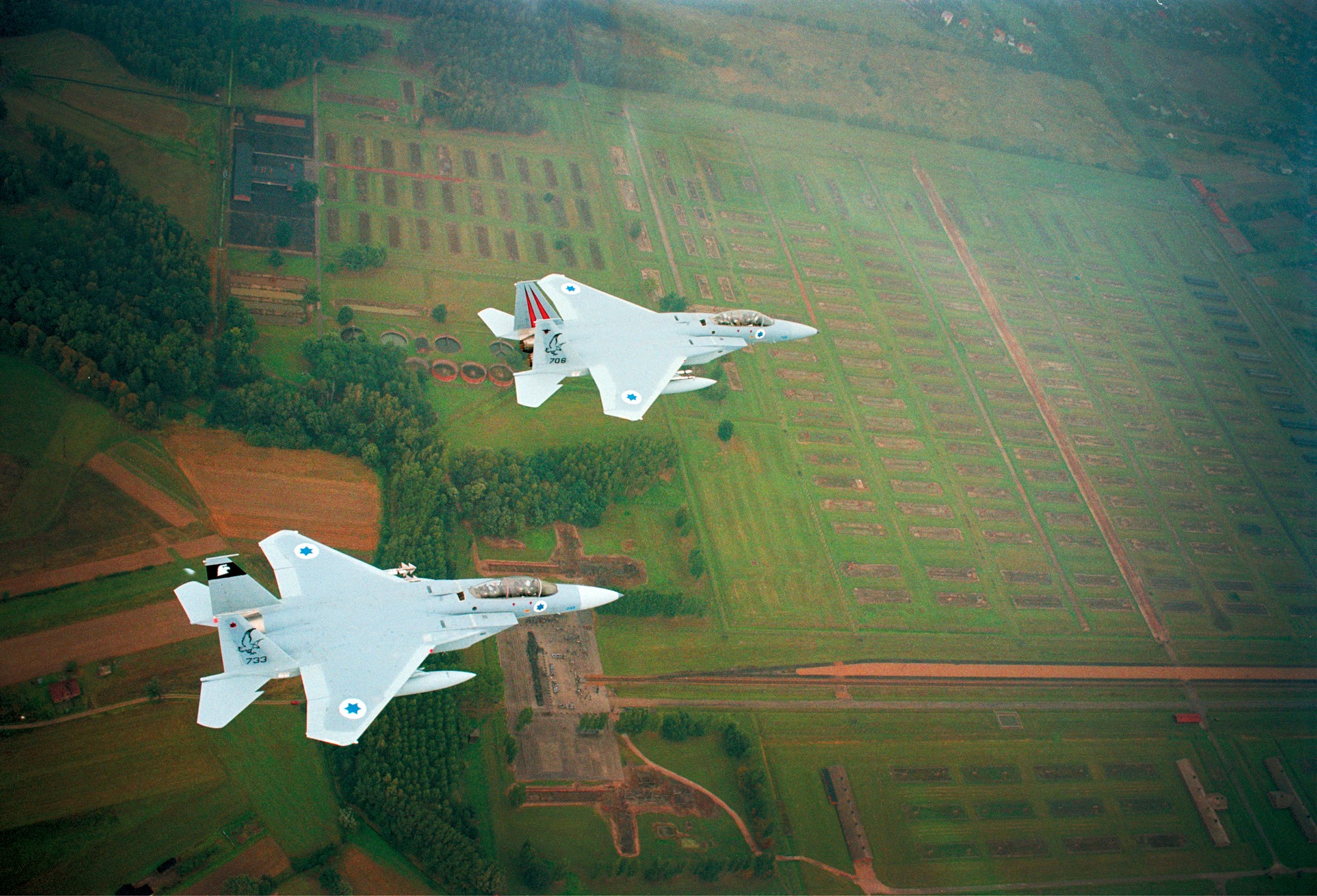
2003年以色列空军的战斗机飞过奥斯维辛集中营上空

2015年2月，波兰和以色列庆祝两国恢复外交关系25周年。

## 贸易和运输协定
1995年，以色列与欧盟签署了一项包括自由贸易在内的联合协议，并于2000年生效。2004年，波兰加入欧盟，与以色列自由贸易。2016年，以色列与欧盟的贸易总额为343亿欧元，其中以色列与波兰的贸易总额为6.82亿美元。以色列向波兰出口的主要产品包括：燃气轮机、包装药品、磷酸钙、水果和蔬菜以及医疗器械。波兰对以色列的主要出口包括：以食品为基础的产品、纺织品加工机械、汽车底盘、汽车、公共汽车、乳制品和小麦。
以色列和波兰之间有以下航空公司的定期航班：阿基亚以色列航空、以色列航空、LOT波兰航空、瑞安航空、SmartWings和维兹航空。

## 国事访问
| 访问波兰的以色列领导人 - 总统哈伊姆·赫尔佐克 （1992） - 总理伊扎克·拉宾 （1993） - 总理阿里埃勒·沙龙 （2005） - 总统摩西·卡察夫 （2005） - 总统希蒙·佩雷斯 （2008） - 总理本雅明·内塔尼亚胡 （2013） - 总统鲁文·里夫林 （2014和2018） | 访问以色列的波兰领导人 - 总统莱赫·瓦文萨 （1991） - 总理沃齐米日·齐莫谢维奇 （1997） - 总统亚历山大·克瓦希涅夫斯基 （1999、2000和2005） - 总统莱赫·卡钦斯基 （2006） - 总理唐纳德·图斯克 （2006） - 总理唐纳德·图斯克 （2008, 2011） - 总统布罗尼斯瓦夫·科莫罗夫斯基 （2013） - 总理贝娅塔·席多 （2016） - 总统安杰伊·杜达 （2016和2017） |

## 两国关系

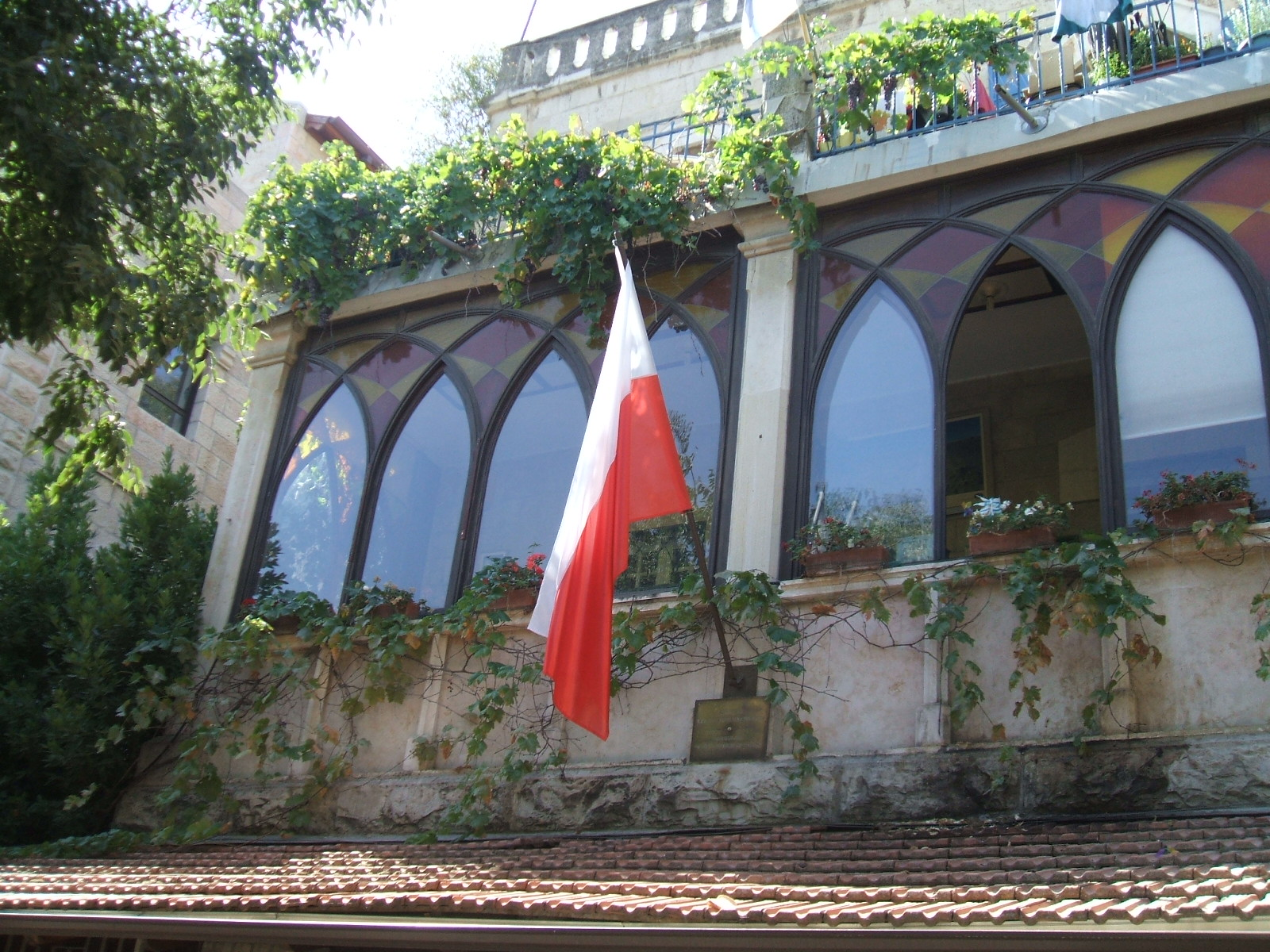
波兰领事馆,位于耶路撒冷

多年来，以色列和波兰签署了许多双边协定，例如《文化、科学和教育合作协定》（1991年）；关于对所得避免双重征税和防止偷漏税的协定（1991年）；文化、科学和教育合作协定（1991年）；航空运输协定（1991年）；促进和相互保护投资协定（1992年）；经济、科学和技术领域关于农业和粮食工业合作的协定（1993年）；关于乳制品发展技术合作的协定（1997年）；《旅游合作协定》（1999年）；关于取消普通护照和国家护照持有者签证要求的协定（2000年）；和《海关事务合作及互助协定》（2001年）。

## 外交事件
2018年初，波兰议会参众两院通过了《国家纪念研究所法案》修正案，认定波兰集体参与了二战犹太人大屠杀或轴心国犯下的其他战争罪行为犯罪行为，并谴责使用“波兰死亡集中营”一词。该法案引发了波兰和以色列关系的危机。在当年2月17日的慕尼黑安全会议上，波兰总理莫拉维茨基说:“如果说有波兰的罪犯，有犹太的罪犯，有俄罗斯的罪犯，有乌克兰的罪犯，不只是德国的罪犯，就不会被视为犯罪。”他的言论引发了争议，并受到包括总理内塔尼亚胡在内的以色列知名政界人士的谴责。危机在当年6月下旬得到解决，当时波兰和以色列总理发表了一份联合公报，支持对犹太大屠杀的研究，并谴责“波兰集中营”的说法。
2019年2月，在访问波兰期间，内塔尼亚胡表示，“波兰人与纳粹勾结”，两国关系再次恶化。媒体误引这句话为“波兰人与纳粹勾结”，导致莫拉维基考虑取消原定于下个月前往以色列参加维谢格拉德集团峰会的行程。内塔尼亚胡的办公室澄清说，这是《耶路撒冷邮报》错误引用的，他没有说“全体波兰人”，而是“相当数量的波兰人”，波兰政府接受了这个解释。然而，争端在3天后再次燃起，当时以色列外长伊斯雷尔·卡茨声称，“波兰人从他们的母乳中汲取了反犹主义”，随后拒绝道歉，结果导致波兰完全退出了维谢格拉德集团的峰会，导致其最终被取消。美国驻波兰大使乔治特·莫斯巴赫表示，以色列不能发表冒犯性言论，并要求以色列道歉。新任右翼领导人兼内阁部长纳夫塔利·贝内特指出，他妻子的家人在波兰的一个森林里生活了四年，最终被波兰人杀害。
2019年2月，波兰取消了以色列官方代表团对波兰的访问。2019年5月20日，一名男子因向波兰大使马雷克·马杰洛维斯基吐口水而被捕，当时他正坐在大使馆附近的汽车里。这名男子对此表示道歉，并解释说，使馆警卫对他进行的反犹太污蔑让他感到不安。在波兰总理称该事件为“仇外”之后，29名前波兰大使签署了一封信，批评波兰政府的回应。

## 常驻外交使团
- 以色列在华沙设有大使馆。[42]
- 波兰在特拉维夫设有大使馆。[43]

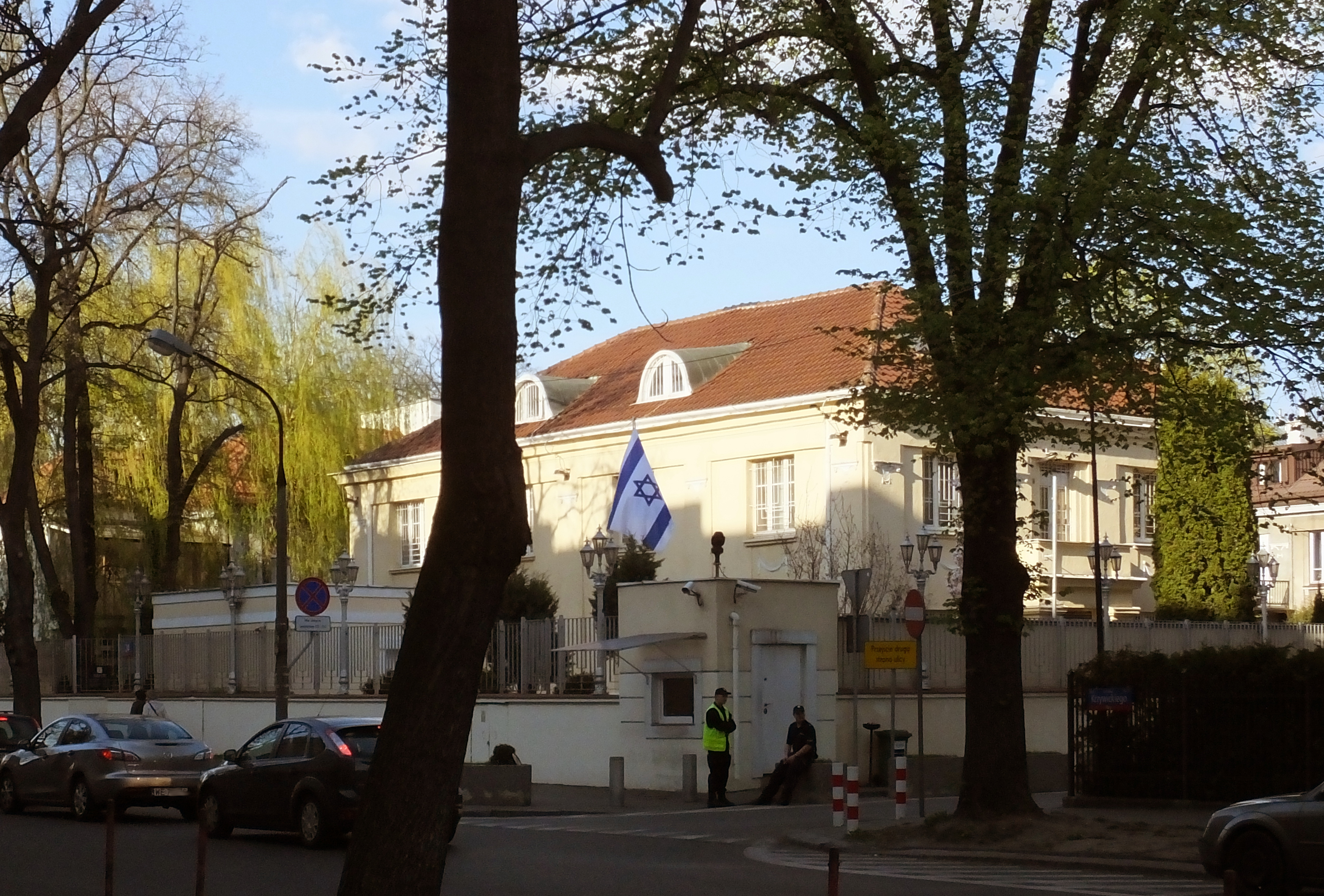
以色列驻华沙大使馆
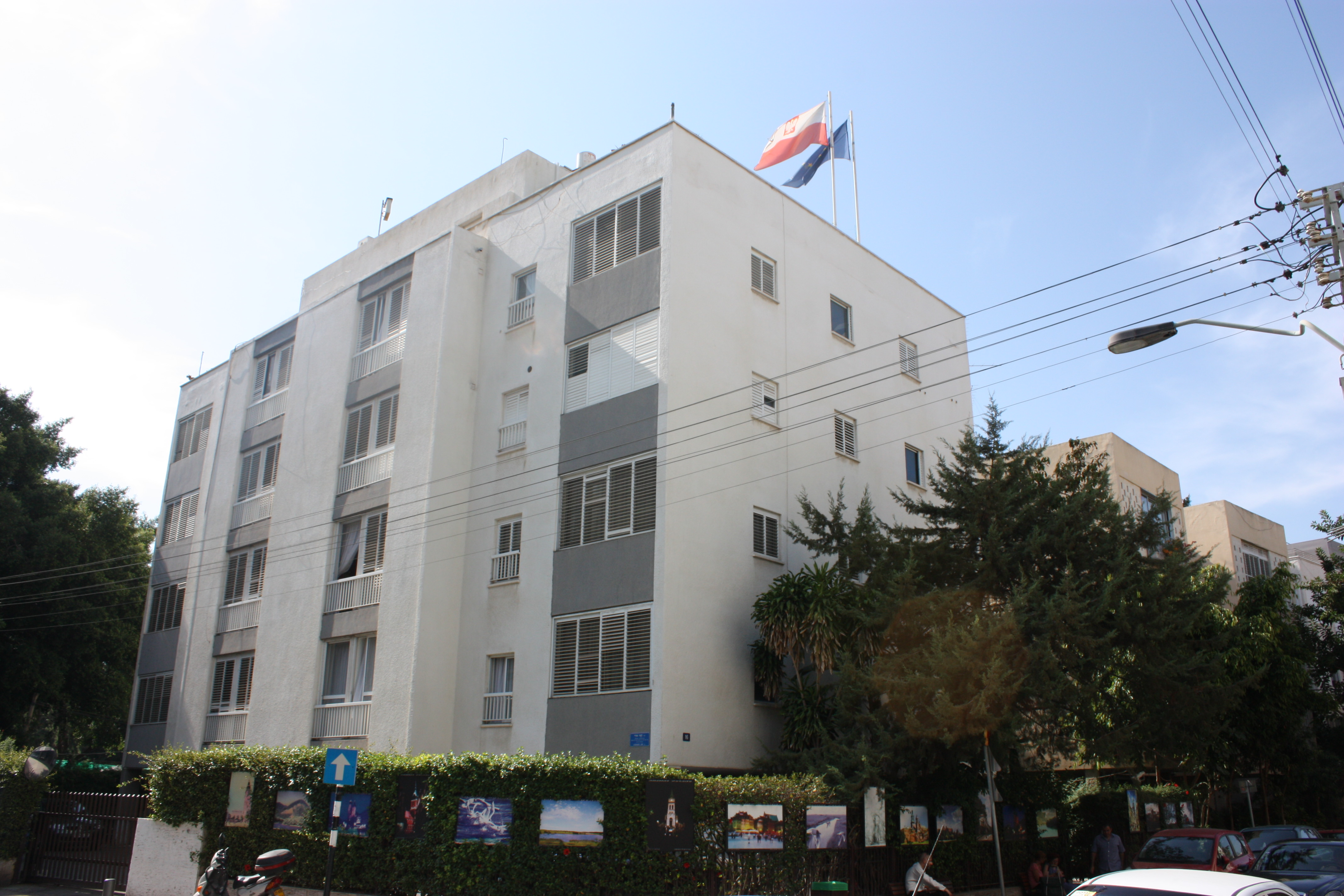
波兰驻特拉维夫大使馆